# Monro-Kellie-Doktrin
Die Monro-Kellie-Doktrin, auch Monro-Kellie-Hypothese genannt, besagt, dass die Summe der drei Komponenten: Gehirngewebe, Blut, und Liquor cerebrospinalis innerhalb der Schädelhöhle stets gleich bleiben muss, um den intrakraniellen Druck konstant zu halten.

## Definition
Die bereits im 19. Jahrhundert formulierte Doktrin basiert auf der Tatsache, dass die Schädelhöhle ein starrer Hohlraum mit definiertem Volumen ist (rigid box). Sie besagt, dass die Summe der drei Komponenten:
- Gehirngewebe (etwa 80 Prozent)
- Blut (etwa 12 Prozent)
- Liquor (etwa 8 Prozent)

innerhalb der Schädelhöhle stets gleich bleiben muss, um den intrakraniellen Druck konstant zu halten. Das verfügbare intrakranielle Volumen beträgt dabei etwa 1600 ml.
Bei Zunahme einer der drei Komponenten kann der Druck durch die Abnahme einer anderen Komponente, wie etwa durch Liquorresorption, weitestgehend konstant gehalten werden. Diese Möglichkeit der Kompensation ist jedoch schnell erschöpft und der Hirndruck steigt dann bei weiteren kleinsten Volumenzunahmen steil an.
Durch den steigenden Hirndruck kann der cerebrale Perfusionsdruck (CPP), der die Differenz zwischen dem mittleren arteriellen Druck und dem Hirndruck darstellt, sinken. Fällt dieser für mehrere Minuten unter einen Wert von 50 mmHg, so verringert sich die Blutversorgung des Gehirns und irreversible Schäden treten nach kurzer Zeit auf.

## Beispiel für die Monro-Kellie-Doktrin
Bei einer Vergrößerung des Liquorvolumens, z. B. infolge einer chronischen Störung des Liquorabflusses, kommt  es zu einer Ausweitung der Liquorräume (Hydrocephalus occlusus) mit Schrumpfung des Hirngewebes (Hirnatrophie).

## Geschichtliches
Der schottische Anatom Alexander Monro II. (1733–1817) hat 1783 als erster den menschlichen Schädel als rigid box („starres Behältnis“) bezeichnet, der mit dem nahezu uneindrückbarem Gehirn gefüllt ist. George Kellie bestätigte 1824 diesen Denkansatz, der später Monro-Kellie-Doktrin benannt wurde.